# Natural Power
Natural Power — тип газомоторных двигателей внутреннего сгорания, выпускаемых итальянской компанией Fiat. На автомобилях используются соответствующие шильдики.

## История
Первый двигатель Natural Power был представлен в 2003 году на Fiat Punto. Ранее двигатели обозначались Bi-Power. Первые автомобили Fiat с газомоторными двигателями — Fiat Marea и Fiat Multipla.
В настоящее время двигатели устанавливаются на Fiat Panda и Iveco Daily (включая другие коммерческие автомобили). По состоянию на 2017 год, в EMEA было продано 700000 единиц автомобилей с газомоторными двигателями, из них 300000 — Fiat Panda.

## Продукция
- Fiat Panda
- Fiat Qubo
- Fiat Doblo
- Fiat Fiorino
- Fiat Ducato
- Fiat 500L
- Lancia Ypsilon EcoChic
- Iveco Daily
- Iveco EuroCargo
- Iveco Stralis